# گرونیا سوخاروا
گرونیا افیموونا سوخاروا (به روسی:Груня Ефимовна Сухарева ،[ˈɡrunʲə jɪˈfʲiməvnə ˈsuxɐrʲɪvə]، آوانگاری جایگزین Suchareva) (۱۱ نوامبر ۱۸۹۱–۲۶ آوریل ۱۹۸۱) یک روان‌پزشک کودک اهل شوروی بود. او اولین شخصی بود که در سال ۱۹۲۵ شرح مفصلی از علائم اوتیسم را منتشر کرد. مقاله اصلی او به زبان روسی بود و یک سال بعد به آلمانی منتشر شد. سولا وولف آن را در سال ۱۹۹۶ میلادی برای دنیای انگلیسی زبان ترجمه کرد.
او در ابتدا از اصطلاح «اسکیزوئید سایکوپاتی»، «اسکیزوئید» به معنای «غیرعادی» در آن زمان استفاده کرد، اما بعداً برای توصیف تصویر بالینی اوتیسم، آن را با «اوتیستیک سایکوپاتی (اجتناب‌کنندگی آسیب‌زا)» جایگزین کرد. این مقاله تقریباً دو دهه قبل از گزارش‌های موردی هانس آسپرگر و لئو کانر در مورد اوتیسم ایجاد شد و در حالی منتشر شد که کار پیشگام در زمینه سوخاروا مورد توجه دیگران قرار نگرفت. از آنجایی که تحقیقات سوخاروا در مورد اوتیسم طی یک سال پس از انتشار داخلی به زبان روسی در مجلات آلمانی زبان ترجمه و منتشر شد، هیچ مانع جدی برای دسترسی به این مطالب توسط آسپرگر و کانر وجود نداشت. با این حال، دلیل دقیق بی‌استناد ماندن تحقیقات گسترده او در آثار این دو دانشمند، به‌طور دقیق مشخص نیست و همچنان محل بحث کارشناسان است. هنگامی که مقالاتش در آلمان منتشر شد، نام او به عنوان «Ssucharewa» ترجمه شد، و هانس آسپرگر، محقق اوتیسم، احتمالاً به دلیل وابستگی به حزب نازی و میراث یهودی سوخاروا، ترجیح داده‌است به آثار او استناد نکند.

## آثار برگزیده
- Sukhareva GE, Analysis of children's fantasies as a method of studying the emotional life of a child. Kiev 1921.
- Sukhareva GE, Schizoid psychopathy in childhood. In the book: Questions of pedology and child psychoneurology, issue 2. M 1925; 157–187.
- Ssucharewa GE, Die schizoiden Psychopathien im Kindesalter. Monatsschrift für Psychiatrie und Neurologie 60: 235–261, 1926.
- Sukhareva GE, To the problem of the structure and dynamics of children's constitutional psychopathies (schizoid forms). Journal of Neuropathology and Psychiatry 1930; 6
- Sukhareva GE, Features of the structure of the defect in various forms of the course of schizophrenia (on children's and adolescent material). Neuropathology, psychiatry, mental hygiene 1935; IV: II: 57–62.
- Sukhareva GE, Schizophrenia clinic in children and adolescents. Part I. Kharkov: Gosmedizdat of the USSR 1937; 107.
- Sukhareva GE, Clinic of epilepsy in children and adolescents. Problems of theoretical and practical medicine. M 1938; 234–261.
- Sukhareva GE, Psychogenic types of wartime reactions. Neuropathology and psychiatry 1943; 12: 2: 3-10
- Sukhareva GE, Clinical lectures on children's psychiatry. T. 1. M: Medgiz 1955; 459.
- Sukhareva GE, Clinical lectures on children's psychiatry. T. II, Part 2. M: Medicine 1959; 406.
- Sukhareva GE, Lapides M. I. About the work of the psycho-neurological cabinet for children and teenagers at the psycho-neurological dispensary and children's clinic. M 1959.
- Sukhareva GE, Yusevich L. S. Psychogenic pathological reactions (neuroses). In the book: A multivolume guide to pediatrics, t. 8. M 1965.
- Sukhareva GE, Clinical lectures on children's psychiatry. T. 3. M: Medicine 1965; 270
- Sukhareva GE, The role of the age factor in the clinic of children's psychoses. Journal of Neuropathology and Psychiatry 1970; 70: 10: 1514–1520.
- Sukhareva GE, Lectures on children's psychiatry (Selected Chapters). M: Medicine 1974; 320.